# جسر كيبيك
جسر كيبيك (بالفرنسيّة: Pont de Québec; بالإنجليزيّة: Quebec Bridge) هو جسر كابولي للمشاة والمركبات وسكك الحديد، يقطع نهر سانت لورانس شرق مقاطعة كيبيك في كندا، تحديدًا بين سانت فوي (أصبحت منذ 2002 الضاحية الغربيّة لمدينة كيبيك) وليفيس. تم افتتاحه عام 1919، ويُعتبر منذ ذلك الوقت أيقونة إنشائيّة ورمزًا للمنطقة، وهو من المواقع التاريخيّة الوطنيّة في كندا منذ 1995، وتملكه شركة سكك الحديد الوطنيّة الكنديّة منذ 1993.
تعرّض الجسر للانهيار مرّتين، مما أدّى إلى وفاة 89 شخصًا. ويُعتبر الجسر الكابولي الأطول في العالم منذ إنشائه من حيث طول البحر، كما كان يُعتبر الجسر الأطول في العالم حسب كل التصنيفات حتى بناء جسر أمباسادور عام 1929، والذي يربط كندا بالولايات المتحدة.

## تاريخ

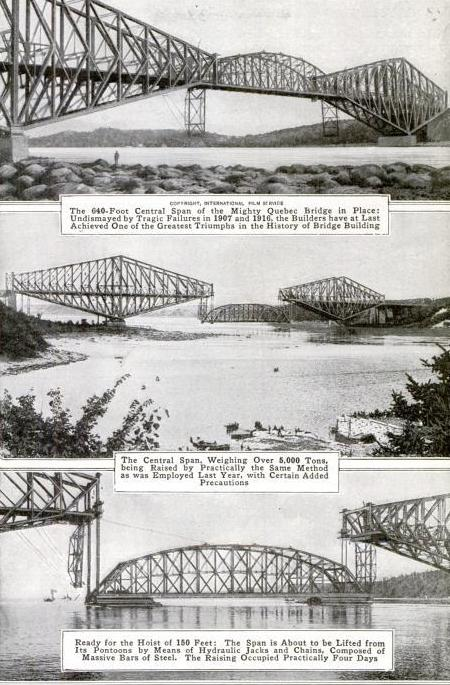
مراحل الإنشاء 1917.

لم يكن هناك أي وسيلة للنقل عبر نهر سانت لورانس بين الشاطئ الجنوبي لمدينة ليفيس والشاطئ الشمالي لمدينة كيبيك قبل إنشاء الجسر سوى بعض العبّارات أو عبر استخدام الجسر الجليدي شتاءً. وتعود فكرة إنشاء الجسر في المنطقة إلى عام 1852، كما طُرحت مرّات أخرى في الأعوام 1867، 1882 و1884. وبعد سنوات من اللإستقرار السياسي الذي شهدته كندا، حيث كان هناك 4 رؤساء وزراء خلال خمسة سنوات فقط، تم انتخاب عضو البرلمان الكندي ولفريد لوريه رئيسًا للوزراء، والذي قاد حملة لإنشاء جسر كيبيك حتى ترك منصبه عام 1911.
تم البدء ببناء الجسر عام 1903. وقد تعرّض أثناء بنائه للانهيار مرّتين، حيث كانت المرّة الأولى في 29 آب/ أغسطس 1907، حيث انهار جزء منه في أقل من 15 ثانية قبل نحو 20 دقيقة من إغلاق الموقع دافنًا في أسفله 76 ضحيّة. وقد قضى معظم الضحايا تحت المعدن الصلب ولم يمكن إخراجهم بفعل المدّ الا عند انحسار المياه بعد الجزر. وكان السبب الرئيسي لهذه الفاجعة خطأ في الحسابات الهندسيّة، إذ تجاوز وزن هيكل الجسر قدرته على التحمل. ولقد انهار الجسر مجددًا في 11 أيلول/ سبتمبر 1916 عند تثبيت القسم النصفي منه، ممّا أسفر عن مقتل 13 عاملاً.
لقد تم الانتهاء من بناء جسر كيبيك في 1917، كما قام بافتتاحه أمير ويلز آنذاك إدوارد ألبرت كريستيان جورج أندرو باتريك ديفيد في كانون الأول/ ديسمبر 1919، والذي أصبح لاحقًا ملك بريطانيا العظمى. وقد بلغت التكاليف الإجماليّة لإنشاء الجسر حوالي 22 مليون دولار.

## التصميم
قام بتصميم هذا الجسر الكابولي ذو الدعامات الحديديّة الناتئة المهندسان الأمريكيّان ثيودور كوبر ونورمان ماكلور، حيث يُعتبر أحد أنواع الجسور الجملونيّة. يمتد الجسر بين الشاطئ الجنوبي لمدينة ليفيس والشاطئ الشمالي لمدينة كيبيك بطول إجمالي يبلغ 987 مترًا، حيث يُعتبر الجسر الكابولي الأطول بالعالم من حيث طول البحر البالغ 549 مترًا، كما يبلغ عرضه 29 مترًا ويصل ارتفاع أعلى نقطة فيه إلى 104 مترًا. يحمل الجسر طريقًا سريعًا بثلاثة مسارب، وخطًا واحدًا لسكك الحديد (كان هناك خطان اثنان بالأصل)، وممشًا واحدًا (كان هناك اثنان بالأصل). كما كان يحمل أيضًا في وقت ما خطًا للترام.
لقد ظل جسر فورث في اسكتلندا يُعتبر منذ افتتاحه عام 1890 الجسر الكابولي المُفرد الأطول بالعالم حتى وقت افتتاح جسر كيبيك عام 1919، حيث بلغ طول البحر فيه 521 مترًا. ولم يتم بناء أي جسر كابولي في العالم أطول من جسر كيبيك إلى الآن.

## صور

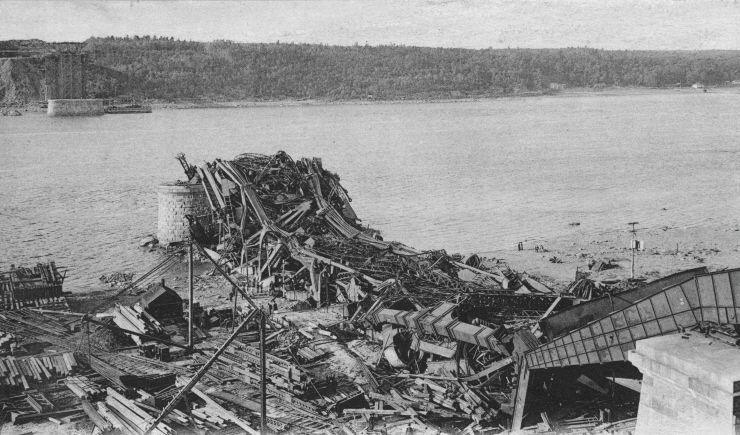
الانهيار الأول 1907
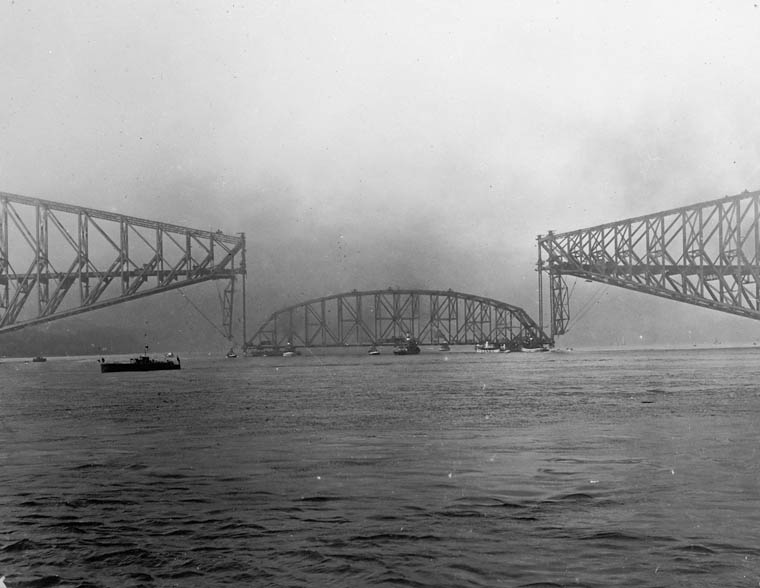
الانهيار الثاني 1916
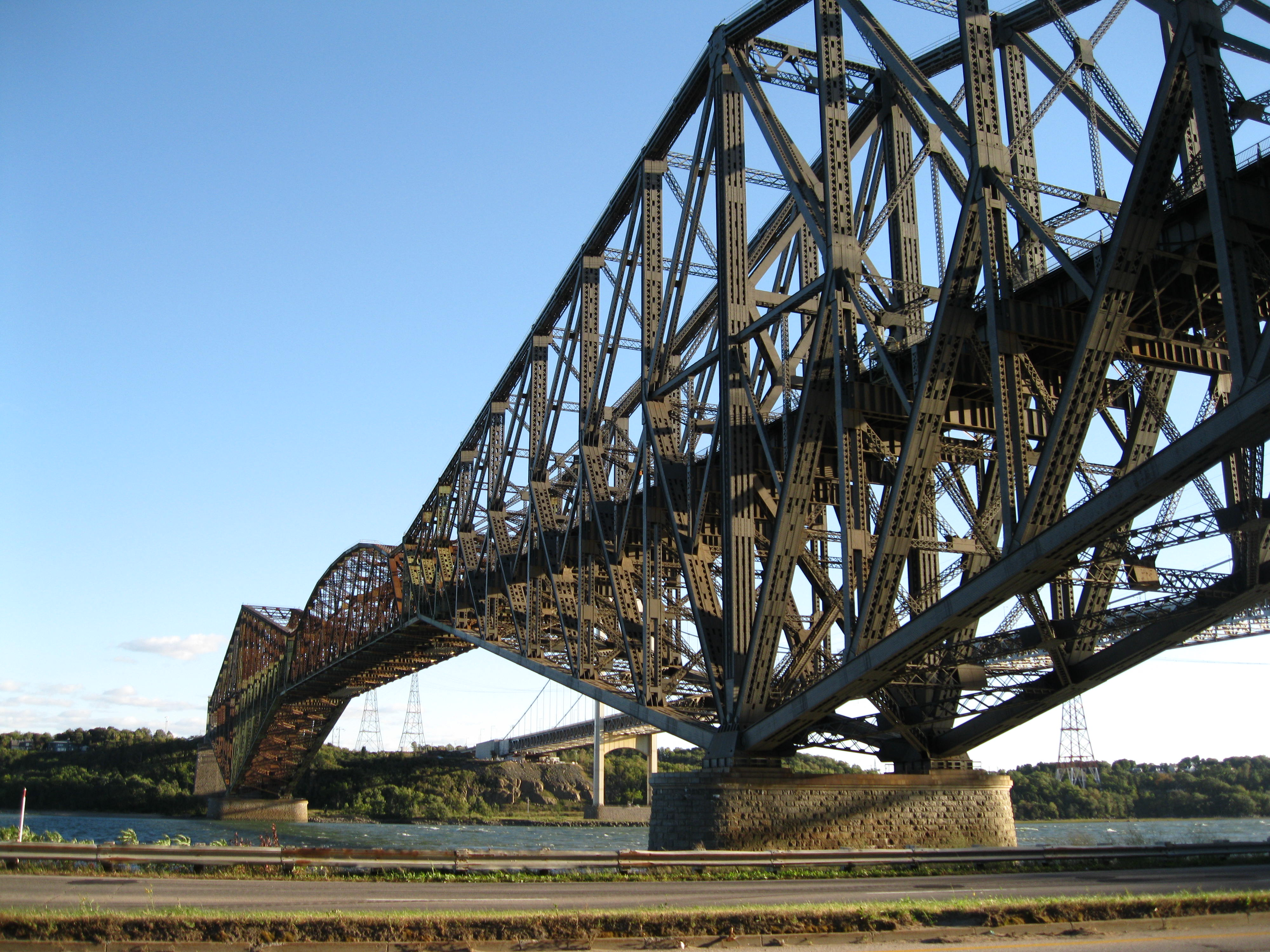
قواعد الجسر
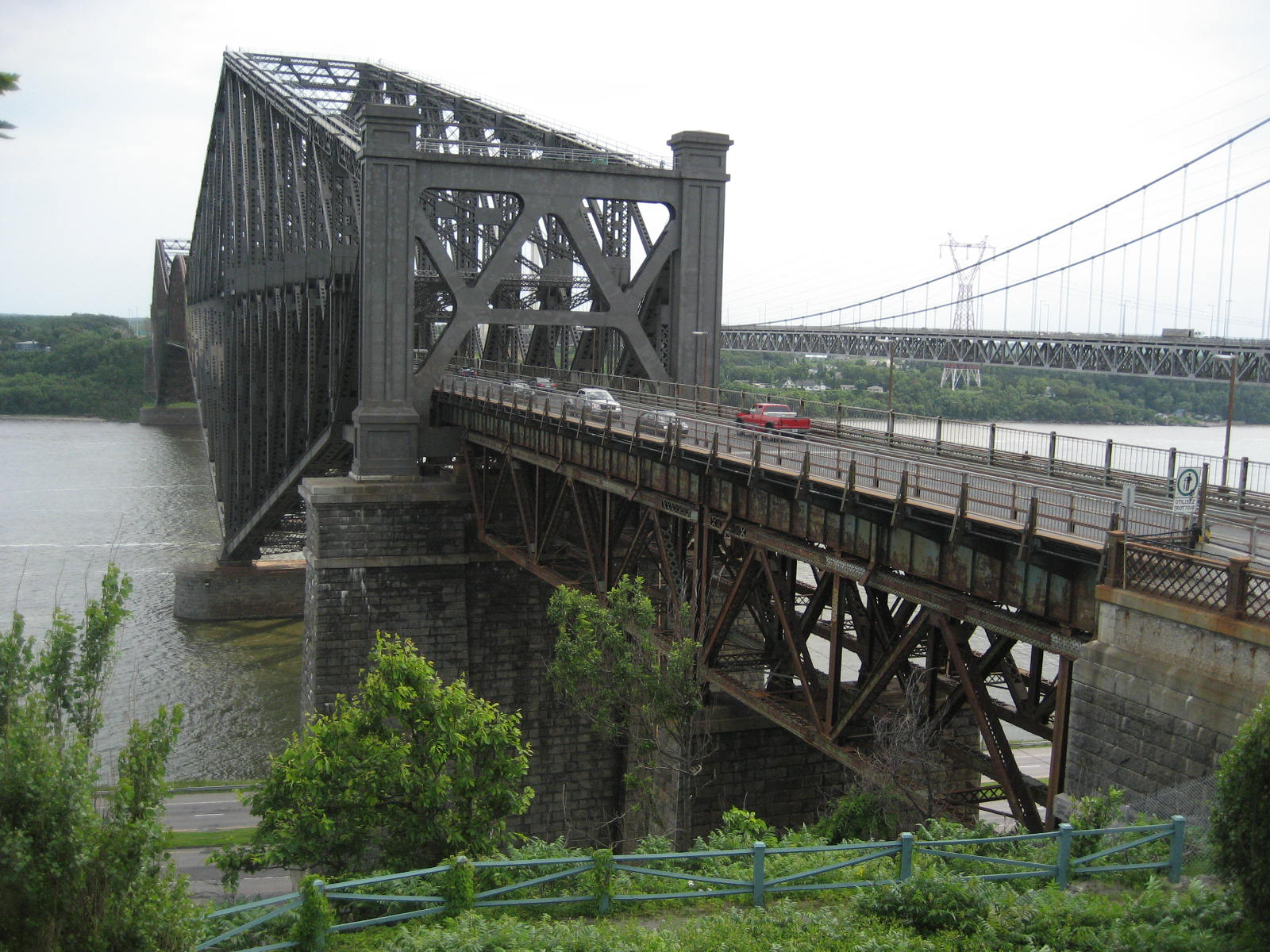
مدخل الجسر من جهة كيبيك
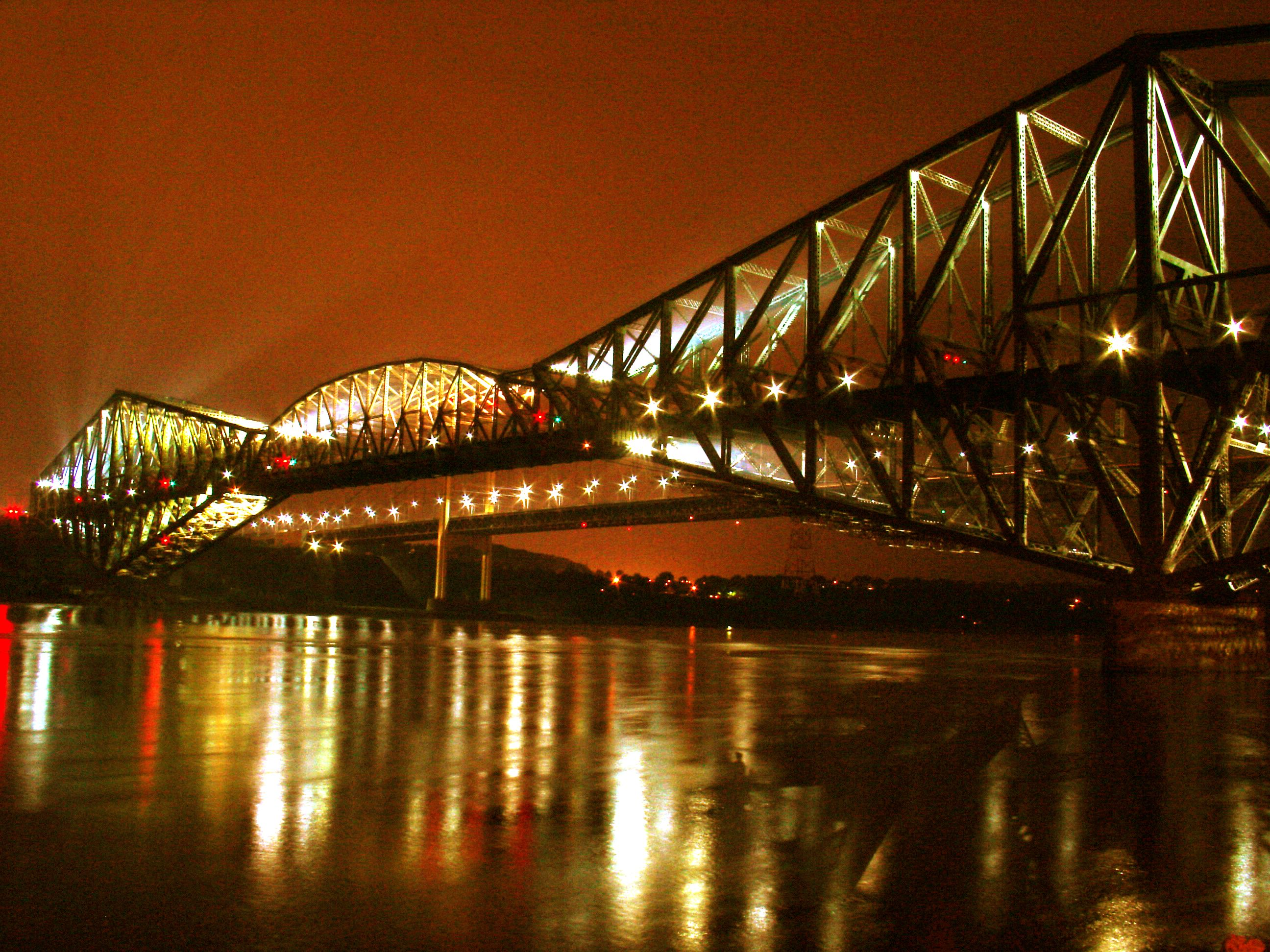
الجسر ليلاً

## وصلات خارجية
- الخط الزمني لجسر كيبيك (بالفرنسية)
- سقوط جسر مدينة كيبيك (بالإنجليزية)
- الحلقة الحديدية (الأرشيف) (بالإنجليزية)
- جسر كيبيك  على موقع ستركتر

- جسر كيبيك  على موقع ستركتر

- مُجسم ثلاثي الأبعاد نسخة محفوظة 11 يناير 2012 على موقع واي باك مشين.